# Melchior Zeidler

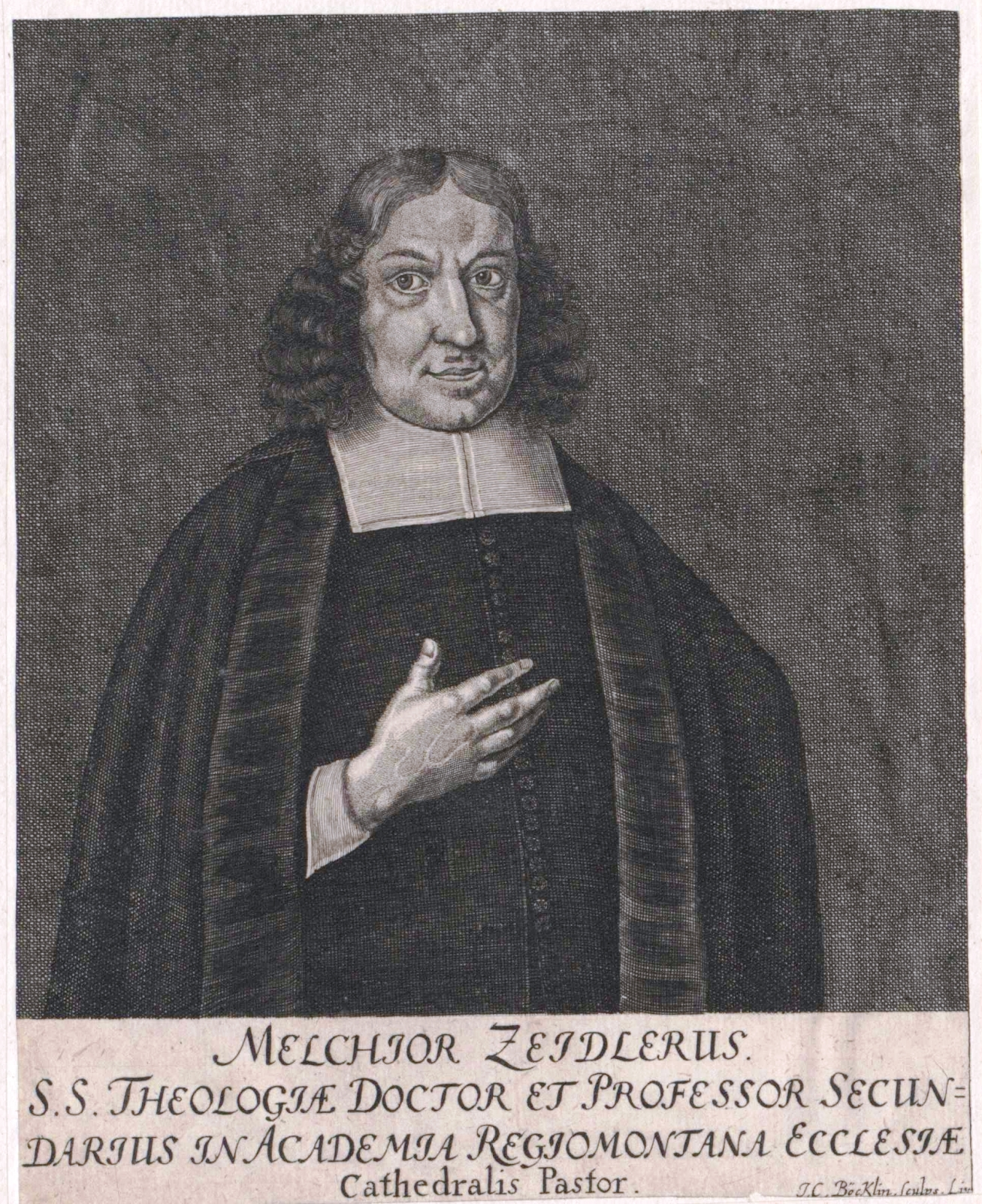
Melchior Zeidler, Stich von Johann Christoph Boecklin

Melchior Zeidler (* 16. Februar 1630 in Königsberg (Preußen); † 10. Dezember 1686 ebenda) war ein deutscher Philosoph und lutherischer Theologe.

## Leben
Zeidler immatrikulierte sich am 21. August 1647 an der Universität Wittenberg und setzte seine Studien an der Universität Jena fort, wo er den akademischen Grad eines Magisters der Philosophie erwarb und sich ab 1656 an der Hochschule als Präses an Disputationen beteiligte. 1658 wurde er als Professor der Logik und Metaphysik an die Albertus-Universität Königsberg berufen und wurde dort zweiter Hofprediger. 1663 übernahm er in Königsberg die zweite ordentliche Professur der Theologie und promovierte hierfür am 18. Juli 1675 zum Doktor der Theologie. 1681 übertrug man ihm die Stelle eines Pfarrers am Königsberger Dom und er wurde zugleich Beisitzer am samländischen Konsistorium.
Zeidler beschäftigte sich viel mit der peripatetischen Philosophie und der kirchlichen Rhetorik. Mit Christian Dreier gehörte er zu den Theologen, die in Königsberg als Vertreter des Aristotelismus den Synkretismus des Georg Calixt vertraten. Er schrieb eine Rhetorica ecclesiastica, in der er die analytische Methode der Schriften des Aristoteles empfahl, welche in ganz Deutschland als Zeidlersche Methode bekannt wurde. Mit seinen auf die Quellen gestützten Aristotelesstudien inspirierte er die Königsberger Tradition der Aristoteles-Rezeption neu und wirkte mit seinen Forschungen weit über Königsberg hinaus. 
Er war in den Wintersemestern 1664/65,1668/69, 1672/73, 1676/77, 1680/81 sowie 1684/85 Prorektor der Albertina.

## Werke
- Rhetorica ecclesiastica, ad methodum oratoriae civilis. Königsberg 1672
- Analysis posterior, sive de variis sciendi generibus et mediis eo perveniendi libri tres methodo scientifica ad mentem Aristotelis et Graecorum eius interpretum conscripti. Königsberg 1676
- Prodromus introductioni in lectionem Aristotelis praemissus. Königsberg 1680
- Introductio in lectionem Aristotelis, causas aperiens obscuritatis in hoc philosopho, quoad verba pariter ac res necnon modum ambo tractandi et remedia eius circa singula ista suggerens. Königsberg 1681
- Introductio in lectionem Arisiotelis, causas aperiens obscuritatis in hoc philosopho, quoad verba pariter ac res nec non modum ambo tractandi et remedia eius circa singular ista suggerens. Königsberg 1682
- De genuino Veterum docendi modo, exoterico et acroamatico sive, quod idem est, dialectico et accuratiore analytico. Königsberg 1685 (online – Internet Archive)
- Keddius refutatus oder Examen des Examinis über die lutherische Religion P. Jodoci Kedd, eines Jesuiten, in welchem er die lutherische Religion und Kirche vermeynet mit unwidertreiblichen Gründen bestritten und übermeistert zu haben, deren Nichtigkeit aber in folgender Schrift gezeiget worden. Königsberg 1686
- Lutherus defensus d. i. Widerlegung des Büchleins, welches den Titel führt eines falschgenannten Johannis Angeli Praedicanten–Berufs etc. Königsberg 1687
- Refutatio Tubae pacis h. e. Detersio suspicionis, qua ipsum apud suos, quasi Papatui faveret, aspergere sibi volupe duxit Matthaeus Praetorius. Helmstedt 1688
- Notae et animadversiones in Scrutatorem veritatis. Helmstedt 1689
- Tractatus de polygamia et disquisitio de matrimonio cum sorore uxoris defunctae. 1690
- Homiliae selectae in duas partes divisae. Pars I in Evangelia dominicarum. Pars II in Evangelia festorum. Opus posthumum etc. Königsberg 1702

## Weblink
- Druckschriften von und über Melchior Zeidler im VD 17.

| Personendaten    | Personendaten                                  |
| ---------------- | ---------------------------------------------- |
| NAME             | Zeidler, Melchior                              |
| KURZBESCHREIBUNG | deutscher Philosoph und evangelischer Theologe |
| GEBURTSDATUM     | 16. Februar 1630                               |
| GEBURTSORT       | Königsberg (Preußen)                           |
| STERBEDATUM      | 10. Dezember 1686                              |
| STERBEORT        | Königsberg (Preußen)                           |